# 春香山
春香山（はるかやま）は北海道札幌市南区定山渓にある山。標高906.7メートル。札幌市の北端に位置し、境界線を挟んで小樽市側にある和宇尻山（わうすやま）と向かい合っている。
古くは「遙山」と呼ばれていたが、鉄道の案内書などに記載された「春香山」という表記が広まって現在に至る。
1935年（昭和10年）ころにスキーコースが開削されたことがあり、以来スキーの山として知られている。北麓の小樽市春香町にはスノークルーズ・オーンズが立地する。

## 登山道
登山道は2通り。北側のルートは小樽市桂岡の市街地最奥から入り、林道と平行して延びる登山道をたどって、銭函峠を通過して銀嶺荘に至る。南側のルートはヘルヴェチア・ヒュッテ近くの林道ゲートから入り、そのまま銀嶺荘までずっと林道をたどっていく。

## 銀嶺荘
頂上近くには山小屋の銀嶺荘があった。北海道で唯一通年で管理人が常駐する山小屋であった。
銀嶺荘は1932年（昭和7年）に北海タイムス（現北海道新聞社）が建設。老朽化により1948年（昭和23年）に閉鎖されたが、1960年（昭和35年）に北海道新聞社創立10周年記念事業で再建された。その後、1974年（昭和49年）に東海大学札幌キャンパスに移譲された。
しかし、老朽化のため2022年（令和4年）3月末で閉鎖されることになった。

## ギャラリー

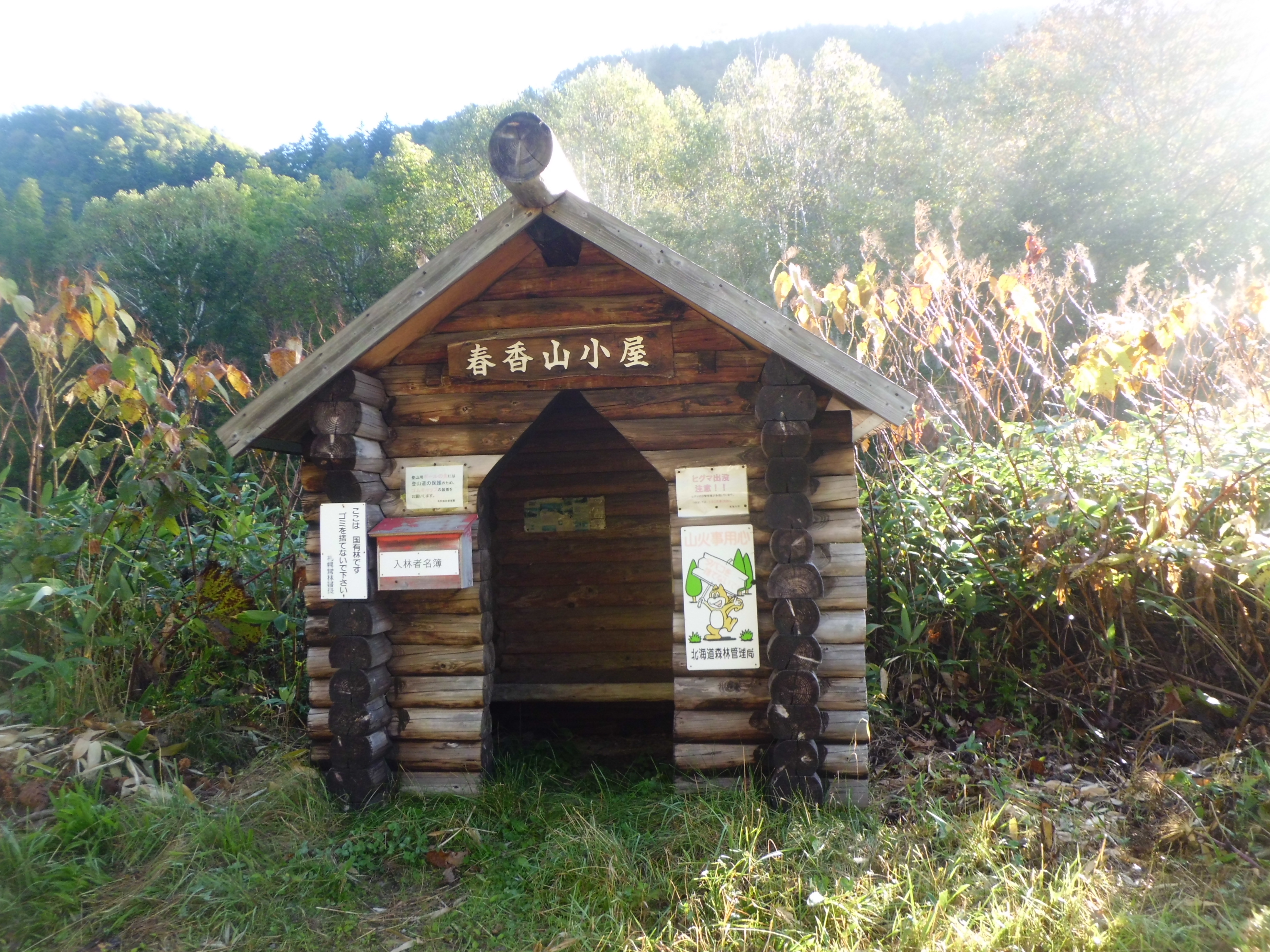
林道ゲート脇の春香山小屋
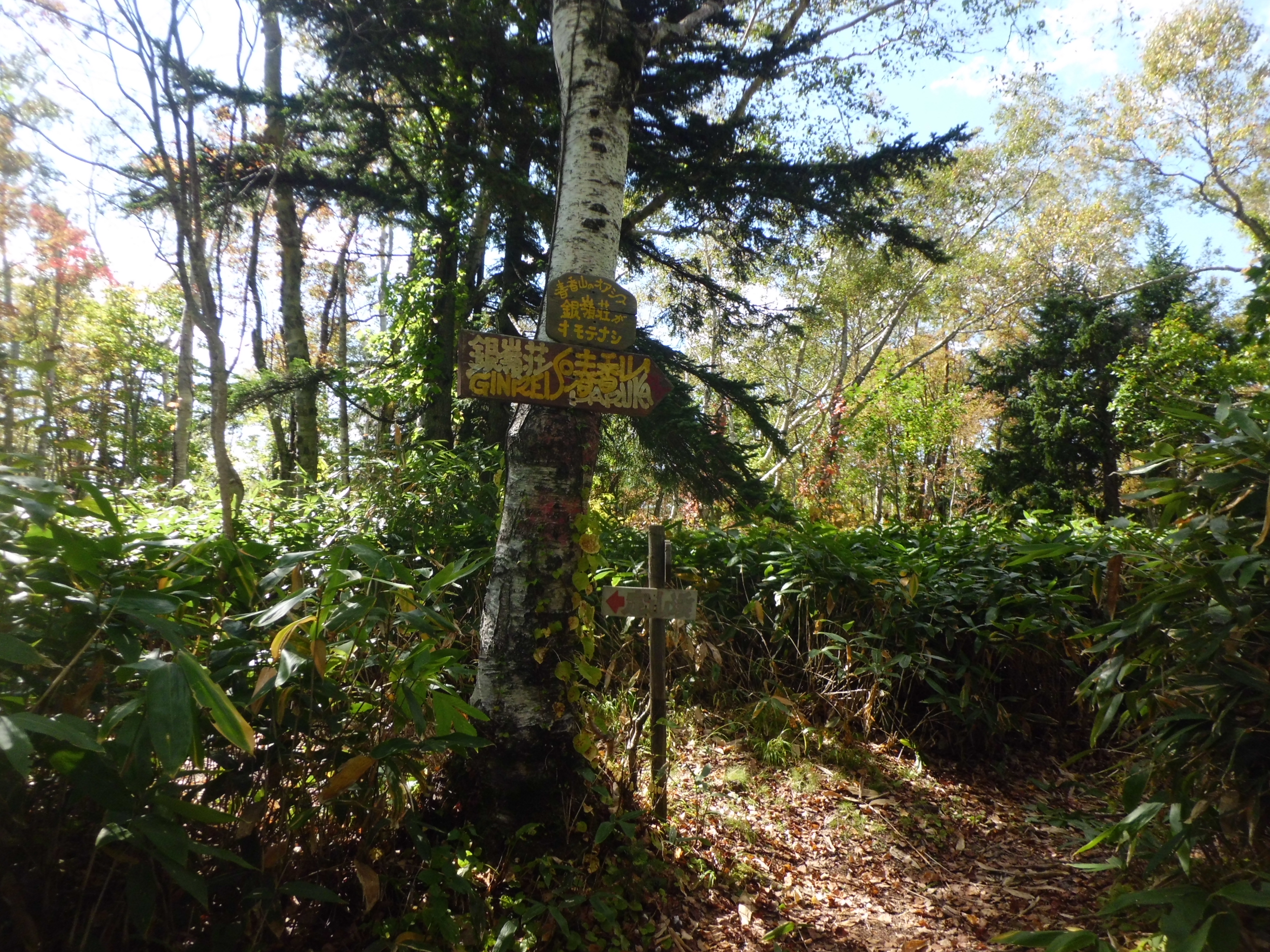
銭函峠
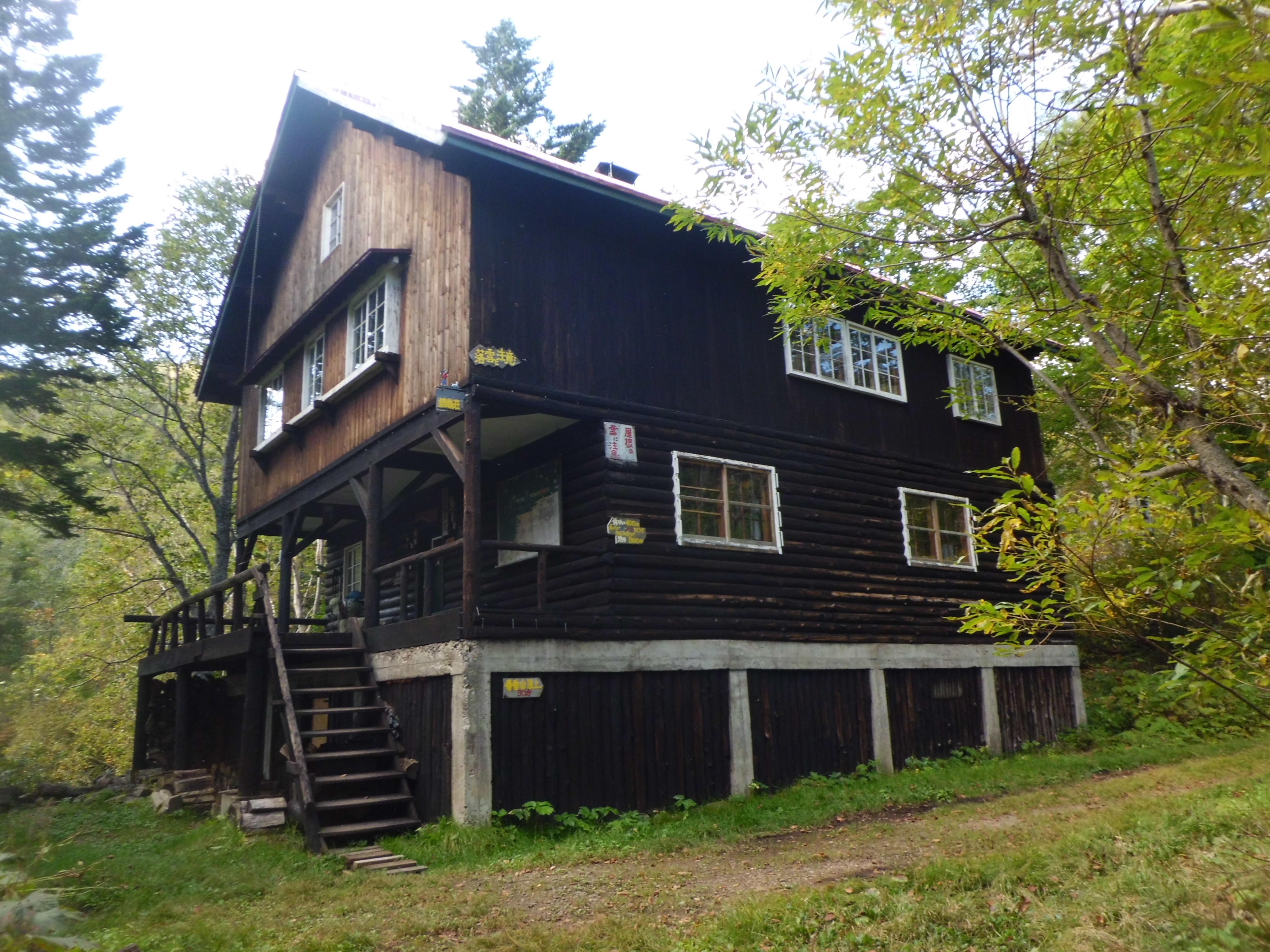
銀嶺荘
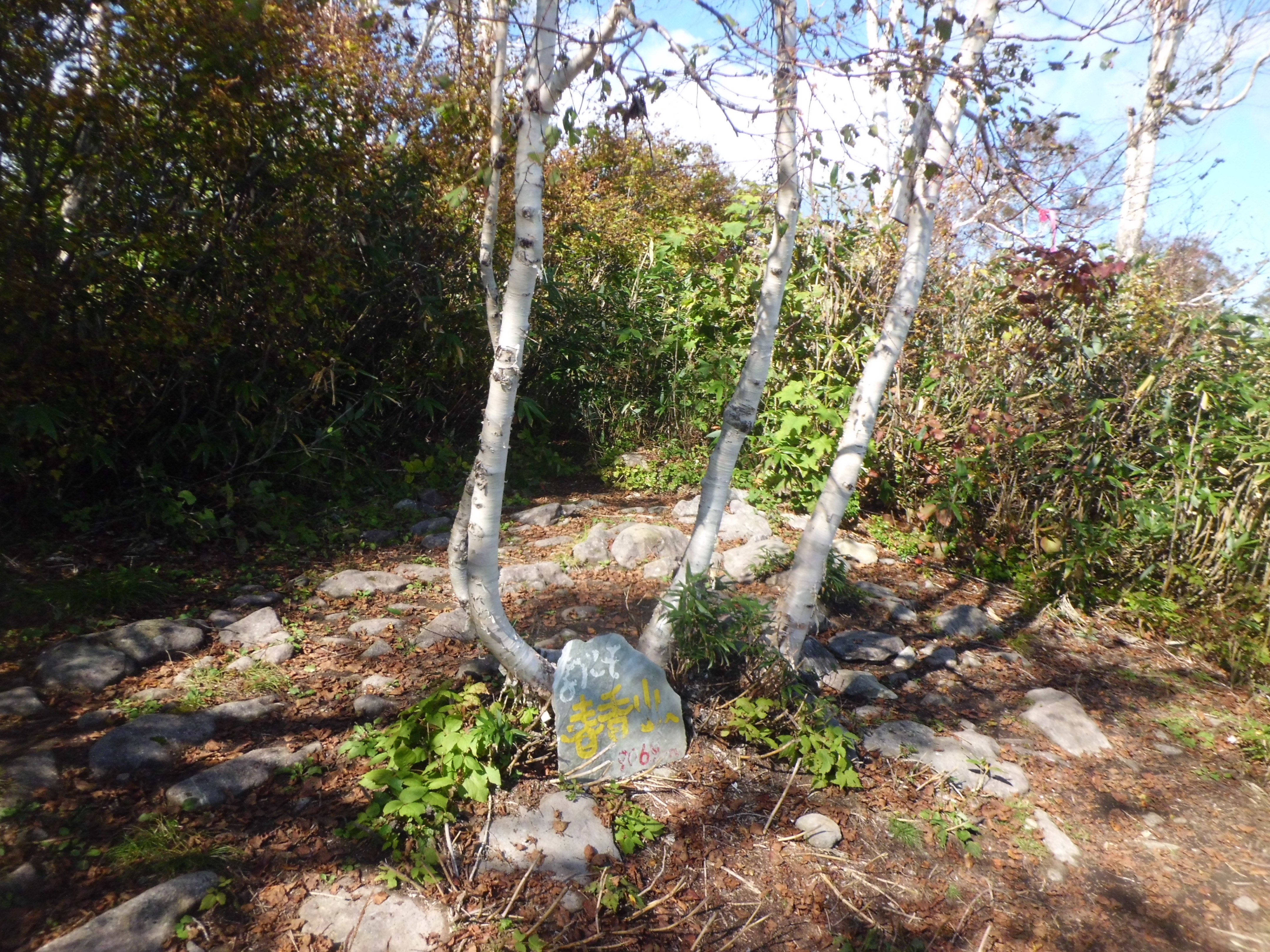
山頂